# Manuel De Peppe
Manuel De Peppe, all'anagrafe Manuel Depeppe (Milano, 12 agosto 1970), è un cantautore, attore e arrangiatore italiano.

## Biografia
Nipote del Maestro Franco Cassano e fratello dell'attrice e doppiatrice Stefania De Peppe, debutta a metà degli anni ottanta con il personaggio di Matt, batterista dei Bee Hive nel telefilm Love Me Licia (ispirato all'anime Kiss Me Licia) e in seguito Gabriele nella serie Don Tonino, telefilm commedia-poliziesco con Gigi e Andrea. Nel 1988 ha interpretato la sigla del cartone animato Tutti in campo con Lotti, pubblicata su 45 giri Five Record. Nello stesso anno ha inciso un altro brano, che s'intitola Tu con noi e che ha tutti i giri di basso elettrico, come quelli dei brani pop e rock.
Ha studiato per diversi anni recitazione e doppiaggio presso il CTA - Centro Teatro Attivo di Milano e canto con Eloisa Francia e Marilyn Turner e batteria con Tullio De Piscopo. Nel 1990 partecipa al Nuovo Cantagiro di Rai 2 col singolo Il mondo siamo noi, pubblicato su 45 giri dalla Nuova Fonit Cetra. Nello stesso anno viene premiato in Campidoglio in Roma con l'Oscar Dei Giovani, come rivelazione dell'anno consegnato dal Ministero dello spettacolo.
Nel 1993 interpreta la parte di Marco nello sceneggiato della Televisione Svizzera Italiana TSI 1 La Roda la Gira. Parallelamente alla recitazione, lavora anche come produttore musicale, arrangiatore, compositore, cantante, collaborando con artisti quali: Pinuccio Pirazzoli, Ivana Spagna, Piero Cassano, Carlo Gargioni, Andrea Lo Vecchio, Marco Grasso, Danilo Amerio, Clara Serina, Alex Baroni, Toto Cutugno, Stefano Bersola e molti altri.
Ha composto e prodotto moltissimi jingle per spot TV in onda su Rai e Mediaset tra i tanti ci sono Tamagotchy, Polaretti, Push Pop, Tanya Walking, Ralph, Pasqualone, Zaini Stranamore, Tifosotti, Cicciobelli Amicicci, Giocheria, Toys Center, Cicciobelli Amicicci. Da diversi anni vive negli Stati Uniti dove collabora con diverse emittenti televisive e con vari artisti della musica mondiale tra i quali Bill Champlin ex cantante dei Chicago, Bernadette O' Reilly, Martha Cancel, Peter Habib, Jorge Luis Cachin, Ariztia, Anthony Fedorov, Walter Finley e altri.
Parallelamente nel 2008, decide di ricostruire i Bee Hive, ricomponendo il gruppo con parte della sua formazione originale con il nuovo nome Bee Hive Reunion, ed un nuovo singolo dal titolo "Don't say goodbye, da lui scritto ed arrangiato, con promozioni tv e radio, seguito da un Reunion tour. Dal 2009 al 2011 diventa endorser di MKM per le batterie Ddrum per il modello Dios. Nel 2010 co-presenta l'edizione 2010 di Miss Italia USA California, nella cittadina di Sausalito, nella baia di San Francisco.
Nel 2011 torna sui palchi italiani con i Bee Hive Reunion per un mini tour di 4 concerti che riconfermano il loro successo. Continua ad incidere e a pubblicare diversi singoli come solista parallelamente alla sua carriera di arrangiatore, musicista, compositore e produttore musicale. Dal 2022 lavora come compositore/arrangiatore alla nuova serie animata Amicicci per il canale Frisbee prodotta dalla Giochi Preziosi. Della serie Manuel canta anche la sigla Italiana di apertura e le canzoni interne ad ogni episodi oltre a comporne la colonna sonora originale.

## Discografia

### Album
- Love Me Licia e i Bee Hive (1986)
- Licia dolce Licia e i Bee Hive (1987)
- Il meglio di Licia e i Bee Hive (1991)
- Le canzoni di Licia (1993)
- Licia e i Bee Hive Story (2010)

### Singoli
- Tutti in campo con Lotti/Tu con noi (1988)
- Il mondo siamo noi/Una donna da poco (1990)
- A Paola - duetto con Enzo Draghi (1999, mai pubblicato)
- Que calor - Luz Latina Feat. Manuel D. (2000)
- Ballet (2002, sigla telefilm pilota omonimo mai pubblicata)
- Don't say goodbye - coi Bee Hive Reunion (2008)
- Primo sogno d'amore (2011)
- Anime così (2011)
- Almas asì (2011)
- Mi ami anche tu - con Clara Serina (2013)
- Me amas también - con Clara Serina (2013)
- You (2013)
- Don't say goodbye” (Remix version) - coi Bee Hive Reunion (2013)
- This is Christmas time (2013)
- Dove si va (2014)
- Donde vamos (2014)
- Cuore a metà (2014)
- Subways rock (2016)
- Sunrise's dream (2017)
- You - Live Version (2017)
- This is Christmas time” (re-mastered) (2017)
- What child is this ? (2017)
- Oltre la neve (2018)
- A pesar de la nieve (2018)
- Almas así- (remastered) (2018)
- Anime così - live version (2019)
- Credere in voi (2019)
- Tutti in campo con Lotti - con Stefano Bersola (2020)
- Don't say goodbye (Remastered Pop version)- coi Bee Hive Reunion (2020)
- Amicicci (Sigla italiana serie animata "Amicicci") (2022)
- Musica con MusicalGalla Band (Feat. Singer) (2024)
- Feeling the night con MusicalGalla Band (Feat. Singer) (2025)

### Compilation
- Cristina D'Avena e i tuoi amici in TV 2 (LP, MC)
- Super campioni (RTI/Edel) (2011) (CD)
- Cristina D'Avena e i tuoi amici in TV Reloaded (Digital)

## Filmografia
- Love Me Licia – serie TV (1986)
- Licia dolce Licia – serie TV (1987)
- Don Tonino – serie TV (1988-1989)
- La roda la gira – serie TV (1993)
- Amicicci – serie animata TV (2022)

## Videografia
- Bee Hive Reunion tour promo (2011)
- You (video ufficiale del singolo omonimo) (2013)
- This is Christmas time (video ufficiale del singolo omonimo) (2013)
- Mi ami anche tu (con Clara Serina) (video ufficiale del singolo omonimo) (2014)
- Me amas también (con Clara Serina) (video ufficiale del singolo omonimo) (2014)
- Love Me Licia (Matt) - DVD (2015)
- Licia dolce Licia (Matt) - DVD (2017)